# Heiligenkreuz (Alsó-Ausztria)
Heiligenkreuz osztrák község Alsó-Ausztria Badeni járásában. 2022 januárjában 1545 lakosa volt. Heiligenkreuz 1133-ban alapított ciszterci apátságáról, teológiai főiskolájáról és a Leopoldinum papszemináriumáról ismert.

## Elhelyezkedése

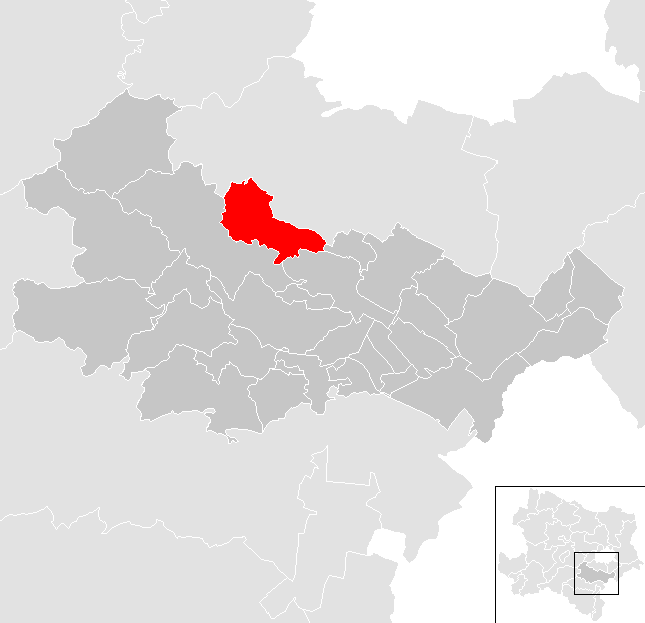
Heiligenkreuz a Badeni járásban

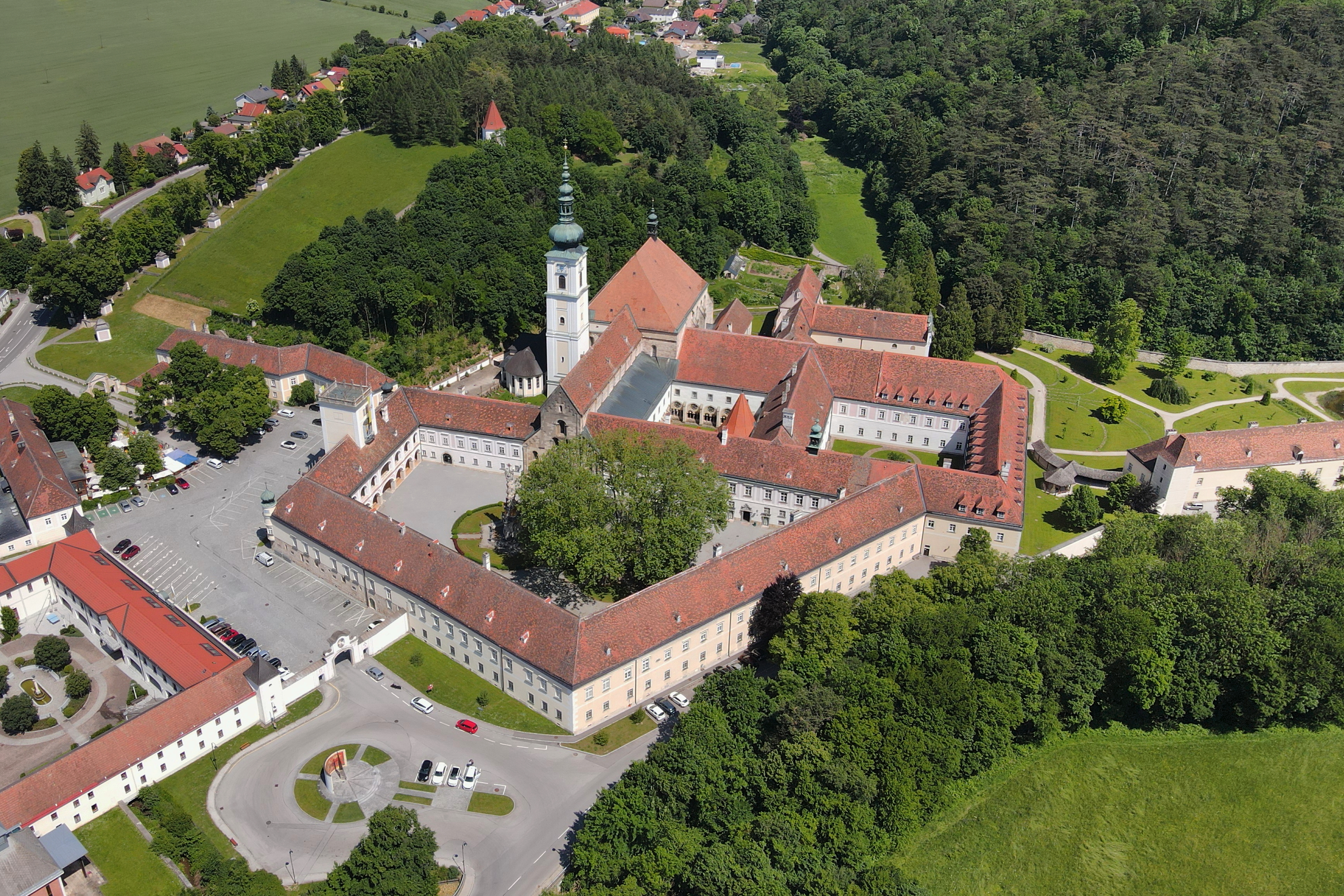
A heiligenkreuzi apátság

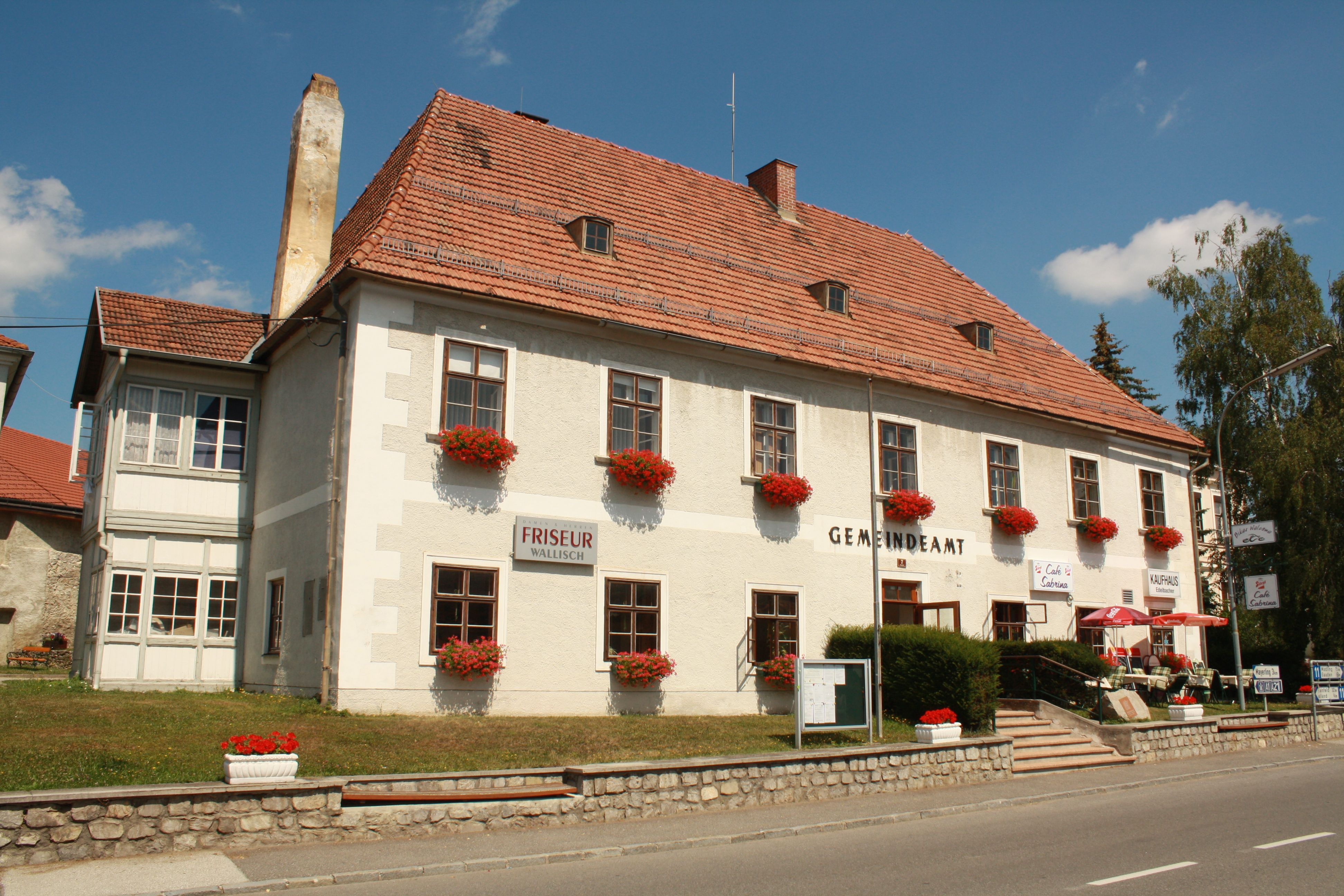
A községháza

Heiligenkreuz a tartomány Industrieviertel régiójában fekszik, a Bécsi-erdő keleti peremén, a Sattelbach folyó mentén. Területének 75%-a erdő, 17,6% áll mezőgazdasági művelés alatt. Az önkormányzat 5 települést és településrészt egyesít: Füllenberg (32 lakos 2022-ben), Heiligenkreuz (509), Preinsfeld (133), Sattelbach (145) és Siegenfeld (726). 
A környező önkormányzatok: keletre Pfaffstätten, délkeletre Baden bei Wien, nyugatra Alland, északra Wienerwald, északkeletre Gaaden.

## Története
Az apátságot 1133-ban alapított III. (Szent) Lipót őrgróf a Bécsi-erdőben; ezelőtt egy Muchersdorf nevű falu állt a közelben.
Bécs 1683-as ostromakor a törökök felgyújtották a kolostort, amelyet 1691-re barokk stílusban újjáépítettek. II. József idején a kolostor lelkipásztori és oktatási szolgálatai miatt megmaradhatott. 1802-ben teológiai iskolát nyitottak Heiligenkreuzban, amely 1976-ban főiskola státuszt kapott és ma a német nyelvterület egyik legnagyobb papképző intézménye. 
Az Anschluss után a nemzetiszocialisták tervbe vették a kolostor lerombolását, mert erre vezették volna el a Bécset körülvevő külső főútgyűrűt; a második világháborút követően a terveket megváltoztatták, így a főút a településtől északra épült meg. 
A kolostor mellett a szolgák kis faluja terült el, amely igen lassan növekedett: a 19. század közepén érte el a 900 főt. Az 1848-as forradalom után felszámolták a feudális birtokrendszert és 1850-ben megalakult Heiligenkreuz község; első polgármesterévé Komáromy Edmund apátot választották.

## Lakosság
A heiligenkreuzi önkormányzat területén 2022 januárjában 1545 fő élt. A lakosságszám 1961 óta gyarapodó tendenciát mutat. 2020-ban az ittlakók 84,8%-a volt osztrák állampolgár; a külföldiek közül 4% a régi (2004 előtti), 4% az új EU-tagállamokból érkezett. 1,9% az egykori Jugoszlávia (Szlovénia és Horvátország nélkül) vagy Törökország, 5,2% egyéb országok polgára volt. 2001-ben a lakosok 76,4%-a római katolikusnak, 4,1% evangélikusnak, 2,2% ortodoxnak, 4,7% mohamedánnak, 9,6% pedig felekezeten kívülinek vallotta magát. Ugyanekkor 6 magyar élt a községben; a legnagyobb nemzetiségi csoportokat a németek (88,4%) mellett a törökök (2%), a szerbek (1,7%), a horvátok (1,4%) és a bosnyákok (1%) alkották.
A népesség változása:

| 2016 | 1 587 |
| 2018 | 1 525 |

## Látnivalók
- a heiligenkreuzi cisztercita kolostor
- a Lourdes-grottó

## Fordítás
- Ez a szócikk részben vagy egészben  a   Heiligenkreuz (Niederösterreich) című német Wikipédia-szócikk ezen változatának fordításán alapul.  Az eredeti cikk szerkesztőit annak laptörténete sorolja fel. Ez a jelzés csupán a megfogalmazás eredetét és a szerzői jogokat jelzi, nem szolgál a cikkben szereplő információk forrásmegjelöléseként.